# Nevado del Quindío
Nevado del Quindío är ett berg och en vulkan i Colombia. Det ligger i den centrala delen av landet. Toppen på Nevado del Quindío är 4 760 meter över havet, eller 777 meter över den omgivande terrängen.
Den högsta punkten i närheten är Nevado del Tolima, 5 212 meter över havet, 9,0 km sydost om Nevado del Quindío.